# واشینگتون، گلاستر، نیوجرسی
واشینگتن، گلاستر کانتی (به انگلیسی: Washington) شهری در ایالت نیوجرسی کشور ایالات متحده آمریکا است که جمعیت آن در سرشماری سال ۲۰۱۰ میلادی، ۴۸٬۵۵۹ نفر بوده‌است.